# 魔法の国ザンス
『魔法の国ザンス』（まほうのくにザンス）シリーズは、ピアズ・アンソニイ (Piers Anthony) 著のファンタジー小説である。
当初は3部作として開始されたが、好評であったために、9部作(32)、さらには27部作（33）の予定となり、その後は47作目を超えて続けられている。このシリーズの大きな特徴は「駄洒落」である。駄洒落や語呂合わせが原題、キャラクターや小道具、劇中の会話や、作品の構造自体にも組み込まれている。

## 設定

### 舞台
物語の主な舞台となるのは魔法の国ザンス (Xanth)。魔法がない外部地域をマンダニア(Mundania="現世")という。ザンスは半島状の陸地であり、作者が住むフロリダ半島と似た海岸線を持つ。ザンスとマンダニアとの繋がり方は複雑であり、ザンスからはマンダニアの様々な時代・地域に移動することができる。例えば、ポエニ戦争（カルタゴ）のころ、13世紀の朝鮮、19世紀のフランス、現代のアメリカ合衆国など。
住人はみな、何か魔法の力を持っているか、魔法的な生き物であるか、そのいずれか一方であるのが原則である。しかし、まれに魔法の力を持つ魔法的な生き物もいる。
ザンスには、マンダニアと同じ動物は人間以外ほとんどいない。それは、世代を経るにつれ、セントール（ケンタウロス）、ハーピー、ゴブリン、ドラゴンのような魔法的な生き物になってしまうためである。植物も、パイ、靴、クッションのような特殊な実を作る木や、まじない消しの木や触手木のような魔法を持つ木に変化している。
上に述べた理由で、ザンスで純粋な人間という種属が存続するためには、マンダニアからの移住が必要であった。しかしながら、移住の歴史は必ずしも平和的ではなく、虐殺が伴ったこともあった。そのため、一時は結界を張って外来者を受け入れない時代もあった。

### フロリダ州との関係
ザンスに描かれる地名や地理情報はフロリダ州の実際の地図と密接に関係しており、例えば大裂け目はフロリダ半島を横切る高速道路であったり、エバーグリーン沼地がエバーグレーズであったり、また現地で実際に有った公害を反映した作品も書かれている。

### 魔法の源
ザンスの魔法の源は、地下に存在する魔王X(A/N)thである。
魔法の粉塵村の住人は、魔力をザンス全体に広めるために、魔王の魔力を帯びた粉を撒き散らしている。この粉が集まる地帯は狂気地帯と呼ばれ、魔力が極度に増幅されており、通常のザンスの土地よりもはるかに危険である。
9・20巻で、一つ一つの星を魔王たちが支配していることを示唆する表現がある。

### ザンス王位の継承権
ザンス人の魔法の力は、他の人の力と重なることは基本的にない。他の人よりも強い魔法の力を示す男性を魔法使いといい（作中では、「魔法の力でしか為しえない強力な能力を持つ者」を「魔法使い」と定義している。例えば、同じ「どんな者とでも会話できる魔法」でも「生物との会話」は魔法の力でなくとも「技能」として習得できるが、「無生物との会話」は魔法の力でなければ出来ない、など）、女性の場合魔女と呼ぶのが過去の慣習であった。ザンスの王は、前の王の血族ではなく、魔法使いの中から選ばれる。そのため過去の歴史では魔女が王位に就くことができなかったが、『夢馬の使命』で魔女とは女魔法使いであると定義が見直され、女性が王位に就くことも認められている。魔法使いが居なくなってしまえば王位に就くものが自動的にいなくなるため、暫定的に或る人物が王位に就いた事がある。現在では魔王X(A/N)thによりビンクの子孫が魔法使いとして産まれるよう取り図られている。

### 人名や種属名などについて
原作は英語であるが日本語訳では、人名や種属名は必ずしも英語読みに準じていない。Irene（アイリーン→イレーヌ）など。しかしながら、セントール(centaur)は、日本では馴染み深いケンタウロスではなく英語読みに準じている。

## 登場人物

### ビンクとカメレオンの家系
ビンク
第1･2作目の主人公。25歳の誕生日までに彼は魔法の力を示すことができなかったため、ザンスを追放されてしまった。マンダニアとの境界部で、昔追放された邪悪な魔法使いトレントに捕らえられ、彼のザンスへの帰還に同行することになる。後に魔法が関わっているもの全て（魔法および魔法的生物）の危害からビンクを守る「魔力無効」の魔法使いであることが判明した。しかし、魔法が関わっていなければビンクに攻撃できることが知られれば、かえって彼に危険が降りかかることになるため、魔法の力自身が己の存在を隠蔽しており、当初そのことは極一部の者にしか知らされていなかった。彼には全く魔法がかからないというわけではなく、偶然のような形で何かに守られ、あるいは救われて、結果として被害がないという形を取る。
ローランド
ビンクの父親。長老の一人であり、準魔法使い級の魔法である、睨んだ者の身体の自由を奪う「金縛りの凝視」の魔法を持つ。公の場では感情を表に表すことをせず、常に冷静沈着な人物であるが、ビンクにとっては理解力のある頼もしい父親である。
ビアンカ
ビンクの母親。準魔法使い級の魔法である、狭い範囲で5秒間だけ時間をとびこえることができる「再生」の魔法を持つ。夫のローランドに比べると多少、感情的で潔癖症な性格であるが、ビンクにとっては大変に愛情深い母親である。
カメレオン
ビンクの妻。月の周期に従って容姿と知性が逆比例して変化する。その変化は極めて大きく、性格まで変わってしまうため、他者から見たら記憶を共有した別人のように変化する。美しく愚かなときは「ウィン」、中間状態は「ディー」、醜く鋭い知性の時は「ファンション」と名乗っている。彼女自身には解除することが出来ず、半ば魔法的生物となっている。
ドオア
ビンクとカメレオンの息子。無生物と会話ができる魔法使い。家の家具など、彼と接触の多い物体は影響を強く受けるのか、彼が側にいなくなってもしばらくは会話が出来るようになる。基本的に無生物はドオアに従うが、持ち主が存在する家具などの場合は、ドオアではなく元の持ち主に忠実なようである。後にある程度の動作をさせる(ドアに話しかけて開閉させるなど)ことも可能となった。トレント王の退位後、ザンス王位に就く。ハンサムではあるが、幼少時は王になることが半ば決定事項だったこともあり、トレント王と比較されることと、イレーヌにいじめられていたため、気弱で優柔不断な性格だった。
アイビィ
ドオアとイレーヌの娘。周りにいる生き物の能力・特性を強める力を持つ魔法使い。恋人はマーフィの息子グレイ。押しの強い性格は母親に似ている。
ドルフ
ドオアとイレーヌの息子でアイビィの弟。自分自身が他の生物に変身する魔法使い。その際、トレントの変身とは違い心はドルフのままである。婚約者が決定するまでに、重大な事件があった。優柔不断なところは父親にそっくりである。

### トレントとアイリスの家系
トレント
生き物を変身させる魔法使い。変身させられたものは、魔法の力も変身後の生き物と同じとなり、心も影響を受ける。かつて王位を狙ったが、敵対する人を容赦なく変身させるという邪悪なことをしたため、信頼していた部下に裏切られ、眠っているところを捉えられてザンスから追放された。マンダニア（19世紀フランス・アルル地方）で数年を過ごし妻子を得るが、彼女らが亡くなった後、再びザンスに戻ってきた。帰還後、長老たちにより能力と成長を認められ、アイリスと再婚し王位に就く。
元々は有能だが人を信じ切れない冷酷な性格だった。長いマンダニアでの生活の結果、人を信じるようになり、理知的で魅力的な人物となっている。
アイリス
トレントの後妻である中年の魔女。目くらましの魔女であり、小さいとはいえ島全体を覆うほど強力な幻覚を作り、視覚や聴覚だけでなく、味覚や触覚にまで影響を与える。権力欲に燃え傀儡に使える夫を探していたが、トレントと便宜的に結婚することで、結果として野心を満たした。
当然、当初二人の間に愛情などは皆無であったが、双方が歩み寄る形でまっとうな夫婦生活をするようになり、最終的にはお互いを気遣い、心配しあうようになった。
イレーヌ
トレントとアイリスの一人娘。植物を瞬時に育て上げる能力を持つ。少女時代は準魔法使いレベルだった。ただし、ある事件の時には一時的に王位に就いた。のちにアイビィの出産に伴って能力が増したことにより魔法使いに昇格した。
美しくスタイルも良いが気が強くてすぐに手が出る女性であり、幼なじみのドオアと結婚することを生まれたときから決められていたこともあって、当初は彼に激しい敵意を抱いていた。後に相思相愛状態になって結婚した。

### ハンフリーとゴルゴンの家系
ハンフリー
ハンフリーは昔の王であり、現在でも生存し、ザンスに影響を与え続けている「情報の魔法使い」である。魔法の力についてははっきりしていない。彼は、ザンスの人や生物が抱える人生（怪物生？）上の難問について回答を与える。しかしながら質問者は、ハンフリーの元にたどり着くために3つの関門を突破し、回答をもらった後には1年間の奉公をしなければならない。
物語の騒動のほぼ全てに関わっている、最重要人物である。
ゴルゴン
ハンフリーの妻の一人。セイレーンの妹。髪の毛が蛇となっており、顔（正確には目）を見た男性をゴルゴンの意思によらず石化させる魔法の力を持つ。その為、普段は顔をヴェール等で隠しているが、素顔は美人でかつ豊満で魅力的な肢体の持ち主。後に石化の範囲が牛乳にまで広がっており、チーズを作れるようになった（ゴルゴンが作るゴルゴンゾーラチーズという駄洒落である）。
ヒューゴー
ハンフリーとゴルゴンの息子。知的障害があり、腐った果物を召喚する魔術を使う。アイビィと共に冒険をしたときは、彼女の能力によって一時的に障害から回復し、まともな果物を召喚できるようになった。

### チェスターとチェリーの家系とその他のセントール
チェスター
馬力応用学を専門としており、ハーマンの甥である。上半身である人体のルックスは見栄えしないが、馬である下半身はすばらしいという体の持ち主。セントールの例に漏れず、剣と弓の扱いに長ける。セントール族としては珍しく、魔法に対する嫌悪感は少なく、魔法のフルートを演奏する力を持つ。
『魔王の聖域』において、己の魔法の力を探るために冒険へと出発する。
チェリー
ヒューマノイドの歴史学を専門とするレディ・セントール。魅力的な顔立ちをした美しいセントール。ほとんどのセントール族と同様に、魔法に対する嫌悪感は強い。
しかし、彼女もまた魔法の力を持っていることが判明している。

ハーマン
鬼火を操る魔法の力を使ったために追放されたチェスターの叔父。その力を使い生き物達を呼び寄せ、自分の命と引き換えにぴくぴく虫からザンスを救った。
アーノルド
セントールの島の文献学者。マンダニアでも一定の範囲で魔法を使えるようにする『魔法の通廊』の力を持つ。
チェット
チェスターとチェリーの息子。ドオアより少し年上。大きな物を小さくする魔法の力を持つ。小さくしたものは元には戻らない。
チェム
チェットの妹、母に似て美女であり、未知の地形について論文を書いており、メリメリの旅に同行する。地図を投影する魔法を使う。魔法を忌諱するセントール達の中で、結婚相手が見つからないのが悩みでもあった。
チェクス
チェムとヒポグリフのザップの娘。翼あるセントール。登場時には胸の筋肉と膨らんできた胸を取り違えていた。
チェイロン
翼あるセントールの雄。生まれた時代には翼あるセントールの雌がいなかったため、チェクスが誕生するまでの間頭脳サンゴの湖に封印されていた。

### バリバリと悪霊のニンフの家系
バリバリ
「骨まで食う人食い鬼を殺す」という悪霊の呪いから逃れるために菜食主義になった人食い鬼。
悪霊の女優ニンフ
バリバリの妻。イラクサみたいな髪にベトベトの肌をした人食い鬼を演じている悪霊。本当の姿は美しいニンフである。
メリメリ
バリバリと悪霊の女優ニンフの息子。人間と人食い鬼のどちらにも変身できる。ただし、いずれも本物の人間ほど賢くないし、本物の人食い鬼ほど強くない。後にタンディと結婚。
エスク
メリメリとタンディの息子。「否定」の魔術（発生した事象や相手の行動に対して「NO」という事によりそれを無効化する）を使う。

### ゾンビーの頭とミリーの家系
ゾンビーの頭
死体をゾンビーとして蘇らせ使役する魔法使い。ルーグナ王の時代に生きていたが、あるエピソードにより現代に蘇る。本名はジョナサン。
ミリー
ルーグナ時代に死んで、ルーグナ城に出現していた幽霊。トレント王時代に蘇り、ドオアの乳母を務めていたが、後にゾンビーの頭の妻となる。異性を問答無用で魅了してしまう性的魅力の魔法を持つ（そのためドオアにとっては初恋の相手でもある）。
ハイエイタス
ゾンビーの頭とミリーの間に生まれたいたずら好きの双子の弟。あらゆるものに顔の器官を生やす魔法の力を持つ。
ラクーナ
ゾンビーの頭とミリーの間に生まれたいたずら好きの双子の姉。あらゆるものに文字を書き込み、また書きかえられる魔法の力を持つ。

### マーフィとバードヌの家系
マーフィ
物事の進行を妨げる力（いわゆるマーフィの法則を人為的に起こす）を持つ魔法使い。800年ほど前の時代でルーグナと王位を争った。あるエピソードを経て、ドオア王の時代に再び現れる。
バードヌ
ルーグナ・ドオア時代の、物の性質を変えることなく、形のみを変える位相の魔法を使う準魔女。後に魔女と認定された。アイリスと同じかそれ以上の権勢欲を持ち、それが暴走してミリーが幽霊となる原因となった。いろいろあって頭脳サンゴの湖に保存されていたが復活し、マンダニア滞在中にマーフィと結婚した。
グレイ
触ったものの魔法の力を打ち消し、また打ち消した分をリバウンドさせられる魔法使い。マンダニアで生まれたマーフィとバードヌの息子。マンダニアでアイビィと知り合い、恋人となった。

### クロンビーとジュエルの家系
クロンビー
王国の兵士。あらゆる探し物に対し、その方角を探知する「ものの所在をつきとめる力」の魔法を持つ。剣技と格闘に長けており、信頼する者には厚い友情を示すが、ある事情のために女性に対しては徹底的な不信感を持っている。
ジュエル
宝石のニンフ。クロンビーの妻。宝石を地中に埋める仕事をしている。感情に応じた匂いを出す魔法の力を持つ。
タンディ
クロンビーとジュエルの娘。感情が高ぶると癇癪球を投げる魔法の力を持つ。フィアントに襲われそうになったのを機に、ハンフリーに質問の冒険の旅に出て、メリメリと出会う。後にメリメリと結婚し子供をもうけた。

### 悪魔
ボールガード
ハンフリーの所で人間に関する研究を行うため奉公していた、生真面目でおよそ悪魔らしくない学者の悪魔。
フィアント
タンディに付きまとう男の悪魔。当初こそは紳士的だった彼の求愛は次第に犯罪的になった。ついにタンディと無理矢理コウノトリを呼ぶ儀式をしようとしたため、メリメリと戦いとなり、最終的に魂を闇の馬将軍に奪われてしまった。
メトリア
女悪魔。言葉をよく類義語と取り違え、それを指摘されると「何でもいい」と言うのがお約束となっている。
メンティア
メトリアから分離した半身。調子が狂っており、変身の際にはどこかおかしな点がある。
ウォゥ・ビタイド
ある地点に潜入するために「とてもかわいそうな女の子」に変身したメトリアの姿。後に一つの人格として成立する。

### 過去の王
嵐の王
その名の通り、嵐を起こすなどの天候をコンロトールすることができる魔法使い。在任中には王位を狙うトレントをマンダニアに追放することに成功した。晩年は高齢のためか魔法の力が失われ、冷静な判断を下すことも困難となっていた。
ルーグナ
第四次移住時代に存在したザンスの初代国王。ものの持つ魔法の力を目的に応じて作り変えられる魔法の力を持っている。

### その他
ジャスティン
北の村に生えている記念物的な木。
声を発することなく離れたところに自身の声を届ける「声の投射」の魔法を持つ。
かつては人間だったが、トレントに敵対したために彼の魔法により木に変身させられた。物事を客観的に捉えるため、村人からは良き助言者として尊重されている。トレント即位時に一度人間に戻ったが、ドオアの子供時代には木になっている。
谷ドラゴン
ザンスを南北に分断する『大裂け目』に住む巨大なドラゴン。蛇の様な胴体に六本の足とちっぽけな翼を生やしており、火ではなく高温の蒸気を吐く。とある事件により子供になってしまい、その際にスタンリーという名を与えられた。雌の谷ドラゴンもおり、そちらはステラ／ステイシーと名づけられている。
グランディ
ハンフリーが作った親指大のゴーレム。生命あるものとすべて会話ができる通訳の魔法を持つ。ハンフリーへの質問の代償として、魔法の源を探る旅に同行する。 当初は作り物の体だったが、2巻の冒険の結果、生身の肉体を持つに到った。
セイレーン
ゴルゴンの姉。 ダルシマーと歌を組み合わせることにより、男性のみを魅了する魔法の力を発揮できる。人間と人魚、どちらにも変身する能力を持つ。2巻に登場し、ビンク達一行を騒動に巻き込んだ。のちにメリメリの冒険に同行し、連れ合いとなる雄の人魚トリトンと出会う。
頭脳サンゴ
防腐の湖に住む魔法の源の番人。防腐の湖でいろんなものを保存する。他者の心に気づかれないように入り込むことができる。
ジャンパー
中年の雄クモ。タペストリーの世界に魔法でドオアが飛び込んだ際、その魔法の巻き添えをくって一緒に旅をすることとなる。
トロイ
通常は闇の馬将軍と呼ばれる。催眠ヒョウタンの世界の支配者であり、悪行に対する報いとして悪夢を見せる為、配下の者に悪夢の製造と配達を指導している。
コン･ピュータ
シロメ(pewter…puterと同音)細工から悪魔の手により作られた魔法の機械。
外界の影響に弱いことから洞窟内に設置されており、魔法の力はその洞窟内での事象を自在に操作できることである。
ナーダ
人面蛇身のナーガ族の王女。種族固有の魔法の力として、人間と蛇の姿に変身することが出来る。とある事情からドルフ王子と婚約する事になる。
センディング
コン･ピュータがマンダニアへと送り込んだ分身。マンダニアでも限定された範囲で事象の操作が可能なようである。
後にザンス国内に入ることとなり、コン･ピュータと同じく、洞窟内の事象を操作する魔法の力を持つ。
コン･パッション
コン･ピュータの同族。近くにある愛の泉の水の影響で、あらゆる物に恋をしてしまう。
コン･ピュータほどの完全な力は持てないらしい。

アイダ

## 作品リスト
第一部
- 1.「カメレオンの呪文」(A Spell for Chameleon)：英国幻想文学大賞受賞　山田順子訳、ハヤカワ文庫FT、1981年5月、ISBN 4-15-020031-9
- 2.「魔王の聖域」 (The Source of Magic) 山田順子訳、ハヤカワ文庫FT、1982年5月、ISBN 4-15-020044-0
- 3.「ルーグナ城の秘密」(Castle Roogna)  山田順子訳、ハヤカワ文庫FT、1984年2月、ISBN 4-15-020059-9
- 4.「魔法の通廊」(Centaur Aisle)   山田順子訳、ハヤカワ文庫FT、1985年8月、ISBN 4-15-020078-5
- 5.「人喰い鬼の探索」(Ogre,Ogre)   山田順子訳、ハヤカワ文庫FT、1986年9月、ISBN 4-15-020090-4
- 6.「夢馬の使命」(Night Mare)  山田順子訳、ハヤカワ文庫FT、1987年12月、ISBN 4-15-020105-6
- 7.「王女とドラゴン」(Dragon on a Pedestal)  山田順子訳、ハヤカワ文庫FT、1989年6月、ISBN 4-15-020125-0
- 8.「幽霊の勇士」(Crewel Lye -A Caustic Yarn-)  山田順子訳、ハヤカワ文庫FT、1992年10月、ISBN 4-15-020170-6
- 9.「ゴーレムの挑戦」(Golem in the Gears)  山田順子訳、ハヤカワ文庫FT、1994年4月、ISBN 4-15-020193-5
- 10.「悪魔の挑発」(Vale of the Vole)  山田順子訳、ハヤカワ文庫FT、1995年12月、ISBN 4-15-020214-1
- 11.「王子と二人の婚約者」(Heaven Cent)  山田順子訳、ハヤカワ文庫FT、1996年11月、ISBN 4-15-020227-3
- 12.「マーフィの呪い」(Man from Mundania)  山田順子訳、ハヤカワ文庫FT、1999年8月、ISBN 4-15-020264-8
- 13.「セントールの選択」(Isle of View)  山田順子訳、ハヤカワ文庫FT、2000年6月、ISBN 4-15-020275-3
- 14.「魔法使いの困惑」 (Question Quest)  山田順子訳、ハヤカワ文庫FT、2002年1月、ISBN 4-15-020304-0
- 15.「ゴブリン娘と魔法の杖」(The Color of Her Panties)  山田順子訳、ハヤカワ文庫FT、2003年10月、ISBN 4-15-020347-4
- 16.「ナーダ王女の憂鬱」(Demons Don't Dream)  山田順子訳、ハヤカワ文庫FT、2005年5月、ISBN 4-15-020387-3
- 17.「名誉王トレントの決断」(Harpy Thyme)  山田順子訳、ハヤカワ文庫FT、2006年9月、ISBN 4-15-020425-X
- 18.「ガーゴイルの誓い」(Geis of the Gargoyle)  山田順子訳、ハヤカワ文庫FT、2008年1月、ISBN 4-15-020459-4
- 19.「女悪魔の任務」 (Roc and a Hard Place)  山田順子訳、ハヤカワ文庫FT、2009年2月、ISBN 978-4-15-020489-1
- 20.「魔王とひとしずくの涙」(Yon Ill Wind)  山田順子訳、ハヤカワ文庫FT、2009年11月、ISBN 978-4-15-020507-2
- 21.「アイダ王女の小さな月」(Faun & Games)  山田順子訳、ハヤカワ文庫FT、2010年11月、ISBN 978-4-15-020523-2

日本語訳未刊
- 22. Zombie Lover (1998)
- 23. Xone of Contention (1999)
- 24. The Dastard (2000)
- 25. Swell Foop (2001)
- 26. Up in a Heaval (2002)
- 27. Cube Route-Ay Adult- (2003)

第二部
- 28. Currant Events (2004)
- 29. Pet Peeve (2005)
- 30. Stork Naked (2006)
- 31. Air Apparent (2007)
- 32 Two to the Fifth (2008)
- 33 Jumper Cable (2009)
- 34 Knot Gneiss (2010)
- 35 Well-Tempered Clavicle (2011)
- 36 Luck Of The Draw (2012)
- 37 Esrever Doom (2013)
- 38 Board Stiff (2013)
- 39 Five Portraits (2014)
- 40 Isis Orb (2016)
- 41 Ghost Writer in the Sky (2017)
- 42 Fire Sail (2019)
- 43 Jest Right (2020)
- 44 Skelton Key (2021)
- 45 A Tryst of Fate (2021)
- 46 Six Crystal Princesses (2022)
- 47 Apoca Lips (2023)
- 48 Three Novel Nymphs (予定)

## シリーズ構成
当初から3部構成となることが予定されていたが、第28巻から第2部に入っている。